# Etsuhoa sabinae
Etsuhoa sabinae är en tvåvingeart som beskrevs av Fedotova 1990. Etsuhoa sabinae ingår i släktet Etsuhoa och familjen gallmyggor.
Artens utbredningsområde är Kazakstan. Inga underarter finns listade i Catalogue of Life.